# Philippe Jaccottet
Philippe Jaccottet   (Moudon, 30 de juny de 1925 - Grinhan, 24 de febrer de 2021) fou un poeta i traductor de diversos idiomes, establert a França des de 1953.

## Biografia
Després de completar els seus estudis a Lausanne, va viure diversos anys a París. El 1953, es va traslladar a la localitat de Grignan, a la Provença. Ha traduït nombrosos autors i poetes al francès, incloent Goethe, Hölderlin, Mann, Mandelstam, Góngora, Leopardi, Musil, Rilke, Homer i Ungaretti. Va ser guardonat amb l'internacional alemany Petrarca-Preis el 1988 per la seva poesia.
El 20 de febrer de 2014, Philippe Jaccottet va convertir-se en el 15è autor que es publica amb vida a la prestigiosa Bibliothèque de la Pléiade. Després de Jean-Jacques Rousseau, Blaise Cendrars i Charles Ferdinand Ramuz, és el quart autor suís que es publica a la Bibliothèque de la Pléiade.

## Obra

### Poesia
- Trois poèmes aux démons, Aux Portes de France, 1945
- Requiem, Mermod, 1947
- L'Effraie et autres poésies, Paris, Gallimard, 1953 dans la collection « Métamorphoses »; 1979 dans la collection « Blanche »
- L'Ignorant, Paris, Gallimard, 1958
- L'Obscurité, Paris, Gallimard, 1961
- La Semaison, Lausanne, Payot, 1963
- Airs, Paris, Gallimard, 1967
- Leçons, Lausanne, Payot, 1969
- Paysages avec figures absentes, Gallimard, © 1970 puis 1976
- Chants d'en bas, Lausanne, Payot, 1974
- À travers un Verger, illustrations de Pierre Tal Coat, Fata Morgana, 1975
- À la lumière d'hiver, Gallimard, 1977
- Les Cormorans, gravures de Denise Esteban, Idumée, Marseille, 1980
- Des histoires de passage. Prose 1948-1978, Lausanne, Roth & Sauter, 1983
- Pensées sous les nuages, 1983
- La Semaison, Carnets 1954-1967, 1984
- Cahier de verdure, 1990
- Requiem, 1991
- Libretto, La Dogana, 1990
- Poésie, 1946-1967, Poésie/Gallimard, Paris, (1971) 1990
- Requiem (1946); suivi de, Remarques (1990), Fata Morgana, 1991
- Cristal et fumée, Fata Morgana, 1993
- À la lumière d'hiver; précédé de, Leçons; et de, Chants d'en bas; et suivi de, Pensées sous les nuages, Gallimard, 1994
- Après beaucoup d'années, Gallimard, 1994
- Autriche, Éditions L'Age d'homme, 1994
- Eaux prodigues, Nasser Assar, lithographies, La Sétérée, J. Clerc, 1994
- La Seconde Semaison : carnets 1980-1994, Gallimard, 1996
- Beauregard, postf. d'Adrien Pasquali, Éditions Zoé, 1997
- Paysages avec figures absentes, Gallimard, Paris, (1976) 1997, coll. « Poésie »
- Observations et autres notes anciennes : 1947-1962, Gallimard, 1998
- À travers un verger; suivi de, Les cormorans; et de, Beauregard, Gallimard, 2000
- Carnets 1995-1998 : la semaison III, Gallimard, 2001
- Notes du ravin, Fata Morgana, 2001
- Et, néanmoins : proses et poésies, Gallimard, 2001
- Nuages, Philippe Jaccottet, Alexandre Hollan, Fata Morgana, 2002
- Cahier de verdure; suivi de, Après beaucoup d'années, Gallimard, coll. « Poésie », 2003
- Truinas / le 21 avril 2001, Genève, La Dogana, 2004
- Israël, cahier bleu, Montpellier, Fata Morgana, 2004
- Un calme feu, Fata Morgana, 2007
- Ce peu de bruits, Gallimard, 2008
- Le Cours de la Broye : suite moudonnoise, Moudon, Empreintes, 2008
- Couleur de terre, par Anne-Marie et Philippe Jaccottet, Fata Morgana, 2009
- La Promenade sous les arbres, Éditions La Bibliothèque des Arts, 1Plantilla:Er octobre 2009 (Plantilla:1er tirage : 1988), Mermod, 1957 (Plantilla:1re édition), 1961
- Le Retour des troupeaux et Le Combat inégal dans En un combat inégal, La Dogana, 2010
- L'encre serait de l'ombre; Notes, proses et poèmes choisis par l'auteur, 1946-2008, Gallimard, coll. « Poésie », 2011
- Taches de soleil, ou d'ombre, Notes sauvegardées, 1952-2005, Le bruit du temps, mars 2013

### Assaigs
- L'Entretien des muses, Gallimard, 1968
- Rilke par lui-même, Editions du Seuil, 1971
- Adieu à Gustave Roud, Vevey, Bertil Galland, 1977 (avec Maurice Chappaz et Jacques Chessex)
- Une transaction secrète, 1987
- Écrits pour papier journal : chroniques 1951-1970, textes réunis et présentés par Jean Pierre Vidal, Gallimard, 1994
- Tout n'est pas dit. Billets pour la Béroche : 1956-1964, Le temps qu'il fait, 1994
- Le Bol du pèlerin (Morandi), La Dogana, 2001
- À partir du mot Russie, Fata Morgana, 2002
- Gustave Roud, présentation et choix de textes par Philippe Jaccottet, Seghers, 2002
- De la poésie, entretien avec Reynald André Chalard, Arléa, 2002
- Remarques sur Palézieux, Fata Morgana, Montpellier, 2005
- Dans l'eau du jour, Gérard de Palézieux, Editions de la revue conférence, 2009

### Correspondències
- André Dhôtel, A tort et à travers, catalogue de l'exposition de la Bibliothèque municipale de Charleville-Mézières avec des lettres de Jaccottet, 2000.
- Correspondance, 1942 - 1976 / Philippe Jaccottet, Gustave Roud; éd. établie, annotée et présentée par José-Flore Tappy, Gallimard, 2002.
- Philippe Jaccottet, Giuseppe Ungaretti Correspondance (1946-1970) - Jaccottet traducteur d'Ungaretti, Édition de José-Flore Tappy, Paris, Gallimard, coll. « Les Cahiers de la NRF », 21-11-2008, 256 p.

### Traduccions al francès
- La Mort à Venise, Thomas Mann, Mermod, Lausanne, 1947; La Bibliothèque des Arts, Lausanne, 1994
- Le Vaisseau des morts, B. Traven, Calmann-Lévy, 1954
- L'Odyssée, Homère, Club français du Livre, Paris, 1955
- L'œuvre de Musil, de 1957 (L'Homme sans qualités) à 1989 (Proses éparses) au Seuil
- Hypérion ou l'Ermite de Grèce, Friedrich Hölderlin, Mermod, Lausanne, 1957; édité en coll. « Poésie », Gallimard, Paris, 1973
- Œuvres, Friedrich Hölderlin, sous la direction de Philippe Jaccottet, Gallimard (« Bibliothèque de la Pléiade »), 1967
- L'œuvre de Rainer Maria Rilke, de 1972 à 2008 (avec Les Élégies de Duino chez La Dogana)
- Malina, Ingeborg Bachmann, Seuil, Paris, 1973
- Vie d'un homme, Poésie 1914-1970, Giuseppe Ungaretti, traduction de Philippe Jaccottet, Pierre Jean Jouve, Jean Lescure, André Pieyre de Mandiargues, Francis Ponge et Armand Robin, Gallimard et Minuit, Paris, 1973
- Haïku présentés et transcrits par Philippe Jaccottet, Fata Morgana, Montpellier, 1996
- D'une lyre à cinq cordes, traductions de Philippe Jaccottet 1946-1995, Gallimard, Paris, 1997

### Antologies
- Une constellation, tout près, La Dogana, 2002
- D'autres astres, plus loin, épars. Poètes européens du Plantilla:S-, La Dogana, Genève, 2005

### Prefacis
- Œuvre poétique, peintures et dessins de Béatrice Douvre, Voix d'encre, Montélimar, 2000
- Les Marges du jour de Jean-Pierre Lemaire, La Dogana, Genève, 2011

### Traduccions al català
- A la llum de l'hivern, traducció d'Antoni Clapés, Palma: Lleonard Muntaner, 2013[2]
- Rèquiem, traducció d'Antoni Clapés, Vic: Eumo, 2014.
- L'ignorant. Poemes 1952-1956, traducció d'Antoni Clapés, Palma: Lleonard Muntaner, 2016.
- Quadern de verdor, traducció d'Antoni Clapés, Calonge - Barcelona: Adia Edicions, 2021.